# Jersey City (futebol)
Jersey City foi um clube de futebol norte-americano com sede em Jersey City, Nova Jérsei. Em 1928, disputou a American Soccer League.

## Estatísticas

### Participações
|  | Participações em 2020 |

| Competição     | Competição             | Temporadas | Melhor campanha      | Estreia | Última  | P | R |
| Estados Unidos | American Soccer League | 1          | Nono Lugar (1928-29) | 1928-29 | 1928-29 |   | – |